# Santuário da Vênus Cloacina
O Santuário da Vênus Cloacina (em latim: Sacellum Cloacinae ou Sacrum Cloacina), literalmente "Santuário da Vênus do Esgoto", era um pequeno santuário no Fórum Romano em homenagem à divindade da Cloaca Máxima, o espírito do "Grande Esgoto" de Roma. Cloacina, a deusa etrusca associada à entrada dos sistemas de esgoto, foi associada à deusa romana Vênus por razões desconhecidas.

## História e lendas

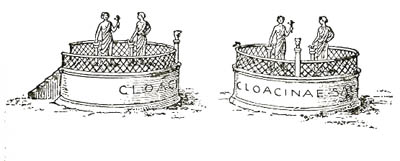
Reconstrução do Santuário de Vênus Cloacina, mostrado em um desenho de 1906

A divindade etrusca "Cloacina" pode muito ter sido originalmente associada com um córrego que depois tornou-se a "Cloaca Máxima" da cidade, mas o Santuário da Vênus Cloacina foi mencionada pela primeira vez pelo compositor Plauto no início do século II a.C. Ele ficava no Fórum, em frente às "tabernae novae" ("novas lojas") da Via Sacra. Estas lojas foram depois substituídas pela Basílica Emília ainda no período republicano, mas o santuário foi preservado. O santuário circular provavelmente data desta época.
Segundo a lenda, porém, a origem do santuário remonta à época do rei sabino Tito Tácio (séc. VIII a.C.), durante o reinado de Rômulo. Foi segundo esta lenda que o pai da virtuosa Virgínia, um respeitado centurião, preferiu esfaquear sua filha a deixar que ela caísse nas mãos do libidinoso Ápio Cláudio em 449 a.C., uma tragédia que teria ocorrido no local onde depois seria erigido o santuário.

## História
Moedas cunhadas na época do Segundo Triunvirato (c. 42 a.C.) por Lúcio Mussídio Longo dão uma ideia clara de como se parecia o santuário. Elas revelam um sacelo circular com uma balaustrada de metal. Os parcos vestígios arqueológicos recuperados entre 1899 e 1901 se adequam perfeitamente às representações nas moedas. Em sua História Natural (77–79 AD), Plínio, o Velho faz referência à "signa Cloacinae", que eram, evidentemente, as duas estátuas mostradas nas moedas e, provavelmente, algum outro tema não identificado. Uma das estátuas está segurando um abano (possivelmente uma flor) e cada uma delas está assentada num pilar com um pássaro (flores e pássaros eram atributos bem conhecidos de Vênus). Não se sabe por que havia duas estátuas.

## Importância religiosa
Os romanos acreditavam que um bom sistema de esgoto era importante para o sucesso de Roma, pois ele contribuía para saúde física. Eles cultuavam Cloacina como a deusa da pureza e a deusa da sujeira. Seu nome é provavelmente derivado do verbo latino "cloare" ("limpar", "purificar"), bastante diferente de "cloaca" (esgoto).